# Panamalövtyrann
Panamalövtyrann (Phylloscartes flavovirens) är en fågel i familjen tyranner inom ordningen tättingar.

## Utseende och läte
Panamalövtyrannen är en liten och rätt slank tyrann med lång stjärt och smal näbb. Karakteristiskt är kombinationen av bjärt gulgrön undersida med tydliga gula vingband och en vit ögonring. Könen är lika. Bland lätena hörs ljusa, fräsande ljud.

## Utbredning och systematik
Fågeln förekommer i låglänta delar mot Stilla havet i Panama (Panamakanalen till östra Darién). Den behandlas som monotypisk, det vill säga att den inte delas in i några underarter.

### Familjetillhörighet
Arten placeras traditionellt i familjen tyranner. DNA-studier visar dock att Tyrannidae består av fem klader som skildes åt redan under oligocen, pekar på att de skildes åt redan under oligocen, varför vissa auktoriteter behandlar dem som egna familjer. Panamalövtyrannen med släktingar placeras då i Pipromorphidae.

## Levnadssätt
Panamalövtyranner hittas i skogar i förberg på mellan 900 och 2000 meters höjd. Där ses den enstaka eller i par, ofta som en del av kringvandrande artblandade flockar.

## Status
Arten har ett begränsat utbredningsområde men beståndet anses vara stabilt. IUCN kategoriserar arten som livskraftig. Världspopulationen uppskattas till i storleksordningen 20 000–50 000 vuxna individer.